# 丰北路
丰北路是中华人民共和国浙江省杭州市杭州市萧山区的一条道路，西起观澜路，东至杭深铁路以东，杭州地铁丰北停车场南侧，全长2003米。道路是2022年亚洲运动会亚运村内的配套道路。

## 相交道路
- 观澜路
- 亚运村路
- 北：琮琮路
- 北：莲莲路
- 平澜路
- 北：宸宸路
- 北：百米巷
- 奔竞大道
- 飞虹路